# Ferdinand IV. Toskánský
Ferdinand IV. Toskánský (italsky: Ferdinando Salvatore Maria Giuseppe Giovanni Battista Francesco Lodovico Gonzaga Raffaele Ranerio Gennaro di Toscana; 10. června 1835, Florencie – 17. ledna 1908, Salcburk) byl rakouský arcivévoda, toskánský velkovévoda v letech 1859–1860, po roce 1860 pouze titulární velkovévoda.

## Původ
Jeho rodiči byli Leopold II. Toskánský a druhá otcova manželka Marie Antonie, dcera krále obojí Sicílie Františka I. Byl pátým ze třinácti dětí, po čtyřech dcerách však prvorozeným synem a pět jeho sourozenců v útlém věku zemřelo.

## Život
Mládí prožil ve Florencii. Po abdikaci svého otce roku 1849 se formálně stal toskánským velkovévodou, roku 1859 se o ni pokusil, ale faktickou vládu nepřevzal, protože v roce 1860 bylo Toskánské velkovévodství připojeno ke království Piemontsko-Sardinskému. Rodina se poté usídlila v Salcburku. Teprve po deseti letech se Ferdinand formálně vzdal vlády a musel se smířit s apanáží, kterou jeho rodina dostávala od císaře Františka Josefa I.
Jako voják zastával funkci polního maršálka, který byl jachtařem na Bodamském jezeře a velmi rád lovil. Také doprovázel korunního prince Rudolfa na cestách po Orientu. Zemřel v Salcburku a pochován byl v kapucínské kryptě ve Vídni.

## Manželství a potomci
Ferdinand IV. Toskánský byl dvakrát ženat:
S první manželkou Annou Marii Saskou (4. ledna 1836 – 10. února 1859), kterou si vzal v roce 1856 měl jednu dceru:
- Marie Antonie (10. ledna 1858 – 13. dubna 1883), od roku 1881 do své smrti sloužila jako abatyše Tereziánského ústavu šlechtičen na Hradčanech

S druhou manželkou Alicí Bourbonsko-Parmskou (27. prosince 1849 – 16. ledna 1935), kterou si vzal v roce 1868 měl deset dětí:
- Leopold Salvátor (2. prosince 1868 – 4. července 1935), v roce 1902 se vzdal šlechtického titulu a přijal občanské jméno Leopold Wölfling,
⚭ 1903 Wilhelmine Adamovicz (1877–1908), rozvedli se v roce 1907
⚭ 1907 Maria Magdalena Ritter (1877–?), rozvedli se roku 1916
⚭ 1933 Klara Hedwig Pawlowski (1894–1978)

- Luisa (2. září 1870 – 23. března 1947),
⚭ 1891 Fridrich August III. Saský (25. května 1865 – 18. února 1932), král saský v letech 1904 až 1918, rozvedli se v roce 1903
⚭ 1907 Enrico Toselli (13. března 1883 – 15. ledna 1926), hudební skladatel, manželství rozvedeno v roce 1912

- Josef Ferdinand (24. května 1872 – 28. února 1942), titulární toskánský velkovévoda,
⚭ 1921 Rosa Kaltenbrunner (27. února 1878 – 9. prosince 1929), rozvedli se v roce 1928
⚭ 1929 Gertruda Tomanek (13. dubna 1902 – 15. února 1997)

- Petr Ferdinand (12. května 1874 – 8. listopadu 1948), titulární toskánský velkovévoda, ⚭ 1900 Marie Kristina Bourbonsko-Sicilská (10. dubna 1877 – 4. října 1947)
- Jindřich Ferdinand (13. února 1878 – 21. května 1969) , ⚭ 1919 Maria Karoline Ludescher (6. prosince 1883 – 25. března 1981), morganatické manželství
- Anna (17. října 1879 – 30. května 1961), ⚭ 1901 kníže Johannes Hohenlohe-Bartenstein (20. srpna 1863 – 19. srpna 1921)
- Markéta (13. října 1881 – 30. dubna 1965), svobodná a bezdětná
- Germana (11. září 1884 – 3. listopadu 1955), svobodná a bezdětná
- Robert (15. října 1885 – 2. srpna 1895)
- Anežka (26. března 1891 – 4. října 1945), svobodná a bezdětná

## RodokmenToskánské větve Habsbursko-Lotrinské dynastie
- Ferdinand III. Toskánský
  - Leopold II. Toskánský
    - Ferdinand IV. Toskánský
      - Josef Ferdinand Toskánský
      - Petr Ferdinand Toskánský
        - Gottfried Toskánský
          - Leopold František Toskánský
            - Zikmund Toskánský

## Vývod z předků
|                         |                                              |  |                      |                               |  |  |  |  |  |  |  | František I. Štěpán Lotrinský |
|                         |                                              |  |                      |                               |  |  |  |  |  |  |  |                               |
|                         | Leopold II.                                  |  |                      |                               |  |  |  |  |  |  |  |                               |
|                         |                                              |  |                      |                               |  |  |  |  |  |  |  |                               |
|                         |                                              |  |                      | Marie Terezie                 |  |  |  |  |  |  |  |                               |
|                         |                                              |  |                      |                               |  |  |  |  |  |  |  |                               |
|                         | Ferdinand III. Toskánský                     |  |                      |                               |  |  |  |  |  |  |  |                               |
|                         |                                              |  |                      |                               |  |  |  |  |  |  |  |                               |
|                         |                                              |  |                      | Karel III. Španělský          |  |  |  |  |  |  |  |                               |
|                         |                                              |  |                      |                               |  |  |  |  |  |  |  |                               |
|                         | Marie Ludovika Španělská                     |  |                      |                               |  |  |  |  |  |  |  |                               |
|                         |                                              |  |                      |                               |  |  |  |  |  |  |  |                               |
|                         |                                              |  |                      | Marie Amálie Saská            |  |  |  |  |  |  |  |                               |
|                         |                                              |  |                      |                               |  |  |  |  |  |  |  |                               |
|                         | Leopold II. Toskánský                        |  |                      |                               |  |  |  |  |  |  |  |                               |
|                         |                                              |  |                      |                               |  |  |  |  |  |  |  |                               |
|                         |                                              |  |                      | Karel III. Španělský          |  |  |  |  |  |  |  |                               |
|                         |                                              |  |                      |                               |  |  |  |  |  |  |  |                               |
|                         | Ferdinand I. Neapolsko-Sicilský              |  |                      |                               |  |  |  |  |  |  |  |                               |
|                         |                                              |  |                      |                               |  |  |  |  |  |  |  |                               |
|                         |                                              |  |                      | Marie Amálie Saská            |  |  |  |  |  |  |  |                               |
|                         |                                              |  |                      |                               |  |  |  |  |  |  |  |                               |
|                         | Luisa Marie Amélie Tereza Neapolsko-Sicilská |  |                      |                               |  |  |  |  |  |  |  |                               |
|                         |                                              |  |                      |                               |  |  |  |  |  |  |  |                               |
|                         |                                              |  |                      | František I. Štěpán Lotrinský |  |  |  |  |  |  |  |                               |
|                         |                                              |  |                      |                               |  |  |  |  |  |  |  |                               |
|                         | Marie Karolína Habsbursko-Lotrinská          |  |                      |                               |  |  |  |  |  |  |  |                               |
|                         |                                              |  |                      |                               |  |  |  |  |  |  |  |                               |
|                         |                                              |  |                      | Marie Terezie                 |  |  |  |  |  |  |  |                               |
|                         |                                              |  |                      |                               |  |  |  |  |  |  |  |                               |
| Ferdinand IV. Toskánský |                                              |  |                      |                               |  |  |  |  |  |  |  |                               |
|                         |                                              |  |                      |                               |  |  |  |  |  |  |  |                               |
|                         |                                              |  | Karel III. Španělský |                               |  |  |  |  |  |  |  |                               |
|                         |                                              |  |                      |                               |  |  |  |  |  |  |  |                               |
|                         | Ferdinand I. Neapolsko-Sicilský              |  |                      |                               |  |  |  |  |  |  |  |                               |
|                         |                                              |  |                      |                               |  |  |  |  |  |  |  |                               |
|                         |                                              |  |                      | Marie Amálie Saská            |  |  |  |  |  |  |  |                               |
|                         |                                              |  |                      |                               |  |  |  |  |  |  |  |                               |
|                         | František I. Neapolsko-Sicilský              |  |                      |                               |  |  |  |  |  |  |  |                               |
|                         |                                              |  |                      |                               |  |  |  |  |  |  |  |                               |
|                         |                                              |  |                      | František I. Štěpán Lotrinský |  |  |  |  |  |  |  |                               |
|                         |                                              |  |                      |                               |  |  |  |  |  |  |  |                               |
|                         | Marie Karolína Habsbursko-Lotrinská          |  |                      |                               |  |  |  |  |  |  |  |                               |
|                         |                                              |  |                      |                               |  |  |  |  |  |  |  |                               |
|                         |                                              |  |                      | Marie Terezie                 |  |  |  |  |  |  |  |                               |
|                         |                                              |  |                      |                               |  |  |  |  |  |  |  |                               |
|                         | Marie Antonie Neapolsko-Sicilská             |  |                      |                               |  |  |  |  |  |  |  |                               |
|                         |                                              |  |                      |                               |  |  |  |  |  |  |  |                               |
|                         |                                              |  |                      | Karel III. Španělský          |  |  |  |  |  |  |  |                               |
|                         |                                              |  |                      |                               |  |  |  |  |  |  |  |                               |
|                         | Karel IV. Španělský                          |  |                      |                               |  |  |  |  |  |  |  |                               |
|                         |                                              |  |                      |                               |  |  |  |  |  |  |  |                               |
|                         |                                              |  |                      | Marie Amálie Saská            |  |  |  |  |  |  |  |                               |
|                         |                                              |  |                      |                               |  |  |  |  |  |  |  |                               |
|                         | Marie Isabela Španělská                      |  |                      |                               |  |  |  |  |  |  |  |                               |
|                         |                                              |  |                      |                               |  |  |  |  |  |  |  |                               |
|                         |                                              |  |                      | Filip Parmský                 |  |  |  |  |  |  |  |                               |
|                         |                                              |  |                      |                               |  |  |  |  |  |  |  |                               |
|                         | Marie Luisa Parmská                          |  |                      |                               |  |  |  |  |  |  |  |                               |
|                         |                                              |  |                      |                               |  |  |  |  |  |  |  |                               |
|                         |                                              |  |                      | Luisa Alžběta Francouzská     |  |  |  |  |  |  |  |                               |
|                         |                                              |  |                      |                               |  |  |  |  |  |  |  |                               |